# الحرب الأهلية الأثيوبية (2018-حاليا)
تعود العديد من جذور الحرب الأهلية الجارية داخل إثيوبيا إلى عقود سابقة. من ناحية ثانية، ازدادت حدة التوترات داخل البلاد بعد حل الائتلاف السياسي للحزب المهيمن، والفيدرالية العرقية والجبهة الديمقراطية الثورية الشعبية الإثيوبية، مع ظهور جديد لفصائل إقليمية وعرقية. تصاعدت هذه التوترات عندما اندلعت الحرب في منطقة تيغراي بين الحكومة الفيدرالية والحكومة المناطقية في نوفمبر 2020. رغم أن قوات الدفاع الوطنية الإثيوبية اقتحمت تيغراي في البداية واستولت على العاصمة ميكيل، فإن قوات الدفاع التيغرية تمكنت منذ ذلك الحين من إعادة الاستيلاء على معظم تيغراي وشكلت اتحادًا مع المجموعات المقاتلة المختلفة الأخرى مثل جيش تحرير أورومو وحزب عفار الوطني الديمقراطي. تحول هذا الاتحاد في النهاية إلى ائتلاف مكون من 9 جماعات متمردة سميت الجبهة المتحدة للقوات الكونفدرالية والفيدرالية الإثيوبية.

## قبل سقوط الجبهة الديمقراطية الشعبية الثورية الإثيوبية
استولى الإمبراطور منليك الثاني، الذي ينحدر أصله من أمهرة، على أراضي أوروميا وسيداما والصومال في عام 1889. ذكرت عصبة الأمم في تقرير لها في عام 1935 أنه بعد اجتياح قوات منليك لأراضي الصوماليين والهرريين وشعب الأورومو وشعب سيداما وشعب شانكيلا.. إلخ، تم استعباد السكان وفرض نظام جبار كبير للضرائب مما أدى إلى هجرة السكان. حدث تمييز عرقي ضد شعب العفار وتيغراي والإرتيريين والصوماليين وشعب أورومو، خلال عهد إمبراطورية هيلا سيلاسي وحقبة ديرغ (الحكومة العسكرية المؤقتة لإثيوبيا الاشتراكية) التي تلته، عندما حكم إثيوبيا في أغلبها منغستو هيلا مريام. كانت ثقافة الأمهرة هي السائدة طوال فترة الحكم العسكري والملكي. نقلت حكومة ديرغ وهيلا سيلاسي العديد من شعوب الأمهرة إلى جنوبي إثيوبيا حيث عملوا في إدارة الحكومة والمحاكم والكنيسة وحتى في المدارس، حيث تم إلغاء نصوص الأورومو واستبدالها بنصوص أمهرية. في الفترة التالية وفي محاولة لإنقاذ الدولة الإثيوبية من السقوط، نفذ التيغيريون الذين يسيطرون على الجبهة الثورية الديمقراطية الشعبية الإثيوبية فيدرالية عرقية، في البداية على الأقل بدعم كامل من نخبة الأورومو والأمهرة. تمت إزالة الجبهة الشعبية لتحرير تيغيري من السلطة، بعد ادعاءات بالتمييز العرقي ضد جماعات الأمهرة والأورومو ومجموعات عرقية أخرى، وحدوث احتجاجات من شعب الأورومو بين عامي 2014-2016، في الحين الذي استمرت فيه نخب أورومو وأمهرة في حكم البلاد.

### إقليم الصوماليين والعفر
أعادت الحكومة الفيدرالية تحت قيادة الجبهة الديمقراطية الثورية الشعبية الإثيوبية رسم الحدود بين إقليم عفر والإقليم الصومالي. حصل إقليم عفر نتيجة لذلك على ثلاث بلدات من المنطقة الصومالية التي حاولت بدورها استعادتها. تسببت المعارك الحدودية بمقتل نحو 100 مدني حتى أبريل عام 2021.

### إقليم أمهرة
قتل نحو 58 شخصًا من جماعة القيمانت بين 10-11 يناير من عام 2019 على يد ميليشيا الفانو. فشلت قوات الدفاع الوطنية الإثيوبية في التدخل لإيقاف هذه المذبحة.
بدأ عناصر من مكتب الأمن والسلام في منطقة أمهرة والميليشيات المتحالفة والموالية للجنرال أسامينو تسيجي رئيس أمن منطقة أمهرة، انقلابًا بتاريخ 22 يونيو 2019. بدأ الانقلاب بالاغتيالات المستهدفة لقادة عسكريين وسياسيين من ضمنهم سيري ميكونن (رئيس الأركان العامة)، وجيزاي أبيرا (الضابط المعاون لرئيس الأركان العامة)، وأمباشيو ميكونن (المدير الإداري لمنطقة أمهرة). فشل الانقلاب في النهاية بعد مقتل أسامينو تسيجي على يد الشرطة بعد 36 ساعة تقريبًا من بداية الانقلاب بالقرب من مدينة بحر دار.
اندلعت الاشتباكات في بلدة أتاي منذ 18 مايو بعد أن قتلت قوات أمهرة الخاصة رجلًا على درج المسجد الرئيسي في المدينة. كان ذلك بداية لموجة من الاشتباكات العرقية الداخلية التي انتشرت في أنحاء منطقة أوروميا مؤدية إلى مقتل 303 شخص. اندلعت الاشتباكات مجددًا في 16 أبريل بعد أن هاجم مقاتلو جبهة تحرير أورومو مدينة أتاي، واستمرت الاشتباكات مدة يومين مؤديةً إلى مقتل 281 شخص وتدمير ربع مدينة أتاي.

### إقليم أوروميا
اندلعت الاشتباكات في 13 سبتمبر في بلدة بورايو بين جماعات عرقية مختلفة من ضمنها شعوب الأورومو، والدورز الأمهرة، وغاموس وشعب ولايتا وجراجي وسيلتي. استمرت هذه الاشتباكات ثلاثة أيام مؤدية إلى مقتل 55 شخص وجرح 670 آخرين.
اندلعت الاحتجاجات وأعمال الشغب في أنحاء أوروميا بعد مقتل المغني هاشالو هانديسا من الأورومو في 29 يونيو، في منطقة جيلان السكنية في أديس أبابا. قُتل نحو 83 شخصًا في أعمال شغب في بلدة أمبو، مسقط رأس هاشالو هانديسا. دمرت عشرات المباني في بلدة شاشاماني، وقتل ما لا يقل عن 150 شخصًا في أعمال شغب عرقية ومذابح منظمة.
بتاريخ 2 نوفمبر 2020، قتل ما بين 32 و54 شخصًا عندما جمعت مجموعة مسلحة مؤلفة من 60 شخص تقريبًا يُشتبه أنهم من قوات جبهة تحرير أورومو، نحو200 شخص في ساحة مدرسة في قرية غاوا كانكا قبل إطلاق النار. قيل إن الهجمات كانت تستهدف شعب الأمهرة.
قتل نحو 29 شخصًا بتاريخ 5 مارس 2021، عندما هاجم مقاتل يشتبه أنه من جبهة تحرير الأورومو كنيسة في قرية أبو. نفت جبهة تحرير أورومو مسؤوليتها عن ذلك قائلة إن مجموعة منشقة عنها قد نفذت الهجوم الذي قاده فقادا أبديسا.

### إقليم بنيشنقول-قماز
يعد إقليم بنشينقول-قماز موطنًا للعديد من الأعراق المختلفة من ضمنها شعب القماز والبيرتا وشيناشا والماو والكومو والفداشي. حدثت توترات بين شعب القماز ومهاجري الأمهرة والأورومو وتيغيري وأغاو الزراعيين، الذين يشكلون مجموعات عرقية أقلية في منطقة ميتيكيل مع بعض جماعات الأمهرة التي تطالب بدمج ميتيكيل ضمن أمهرة. أدت عمليات الاستحواذ على الأراضي التي قام بها المستثمرون الأجانب والمحليون على نطاق واسع إلى إبعاد القماز من البلاد أيضًا. يُزعم أن القماز شكلوا ميليشيات مثل باودن وجبهة تحرير القماز التي شنت هجمات ضد أولئك الذين يُنظر إليهم على أنهم «مستوطنون». في مذبحة ميتيكيل في ديسمبر 2020، قتل نحو 200 شخص معظمهم من الأمهرة والأورمو والشيناشا على يد ميليشيا يشتبه أنها من القماز. استولت مجموعة مسلحة مجهولة الهوية على مقاطعة سيدال ووريدا في منطقة قاماشي في إقليم بنيشنقول-قماز في أبريل 2021.
في مارس 2020، صرح قائد واحدة من المجموعات التي تدعى فانو، سولومون أتاناو، أن الفانو لن ينزعوا سلاحهم حتى توضع منطقة ميتيكيل التابعة لإقليم بنيشنقول-قماز وأحياء إقليم تيغيري في ويلكايت ورايا تحت سيطرة إقليم أمهرة.